# رومانسية (رواية نثرية)

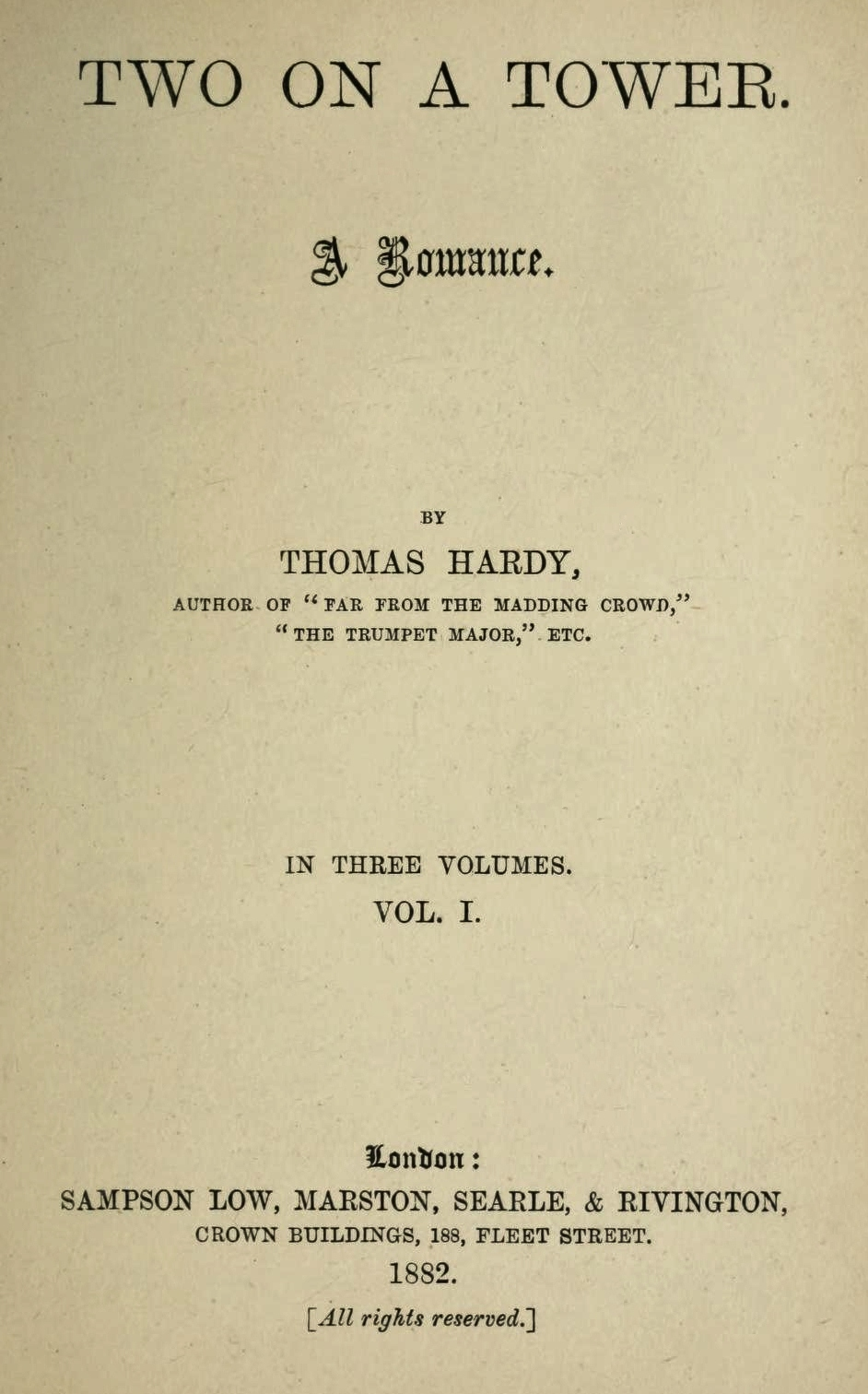
رواية اثنان في البرج 1882 ، المؤلف توماس هاردي.

يعد نوع الرومانسية هنا بشكل أساسي نوع الرواية التي حددها الروائي والتر سكوت على أنها «قصة خيالية في النثر أو الشعر؛ ينصب اهتمامها على حوادث رائعة وغير شائعة، على عكس الروايات السائدة التي تصور واقعيًا وضع المجتمع. تتخذ هذه الأعمال بشكل متكرر، ولكن ليس حصريًا، شكل الرواية التاريخية. كثيرًا ما توصف روايات سكوت بأنها رومانسية تاريخية, وقد اقترح نورثروب فراي المبدأ العام القائل إن معظم «الروايات التاريخية» هي رومانسيات. يصف سكوت الرومانسية بأنها «مصطلح مرتبط», ولا تميز العديد من اللغات الأوروبية بين الرومانسية والرواية:
«الرواية هي le roman «بالفرنسية»، der Roman «بالألمانية»، il romanzo «بالإيطالية».
هناك نوع ثان من الرومانسية حيث ينصب التركيز الأساسي على «الرومانسية» بمعنى الحب والزواج. كتبت جين أوستن هذا النوع من الرومانسية. يوجد أيضًا اهتمام قوي بالحب في نوع مختلف تمامًا من الروايات الأدبية الخيالية مثل مرتفعات ويذرنغ وجين إير،, الأعمال التي تتوافق مع تعريف سكوت للنوع الرومانسي أكثر من روايات أوستن. الخيال الأدبي في تجارة الكتب، هو الروايات التي تعد ذات ميزة أدبية ويمكن أن تستخدم مجموعة متنوعة من الأنواع الفرعية، بما في ذلك رواية الحب الرومانسية، والرواية التاريخية، ورواية المغامرة والرومانسية العلمية. يمكن أن تكون أعمال الخيال البحري أيضًا رومانسية، إذ يتداخل هذا النوع غالبًا مع الرومانسية التاريخية، وخيال المغامرة والقصص الخيالية. يقترح قاموس أكسفورد الإنجليزي أن مصطلح «الرومانسية»، كما هو مطبق على الخيال الأدبي، «أصبح الآن قديمًا وتاريخيًا بشكل رئيسي»، ويستخدم الآن بشكل أساسي للإشارة إلى روايات الحب الخيالية.
إن مصطلحا «الرواية الرومانسية» و«الرومانسية التاريخية» غامضان، لأن كلمتي «رومانسية» و«رومانسي» يمكن أن يكون لهما معان مختلفة: على سبيل المثال، يمكن أن تشير الرومانسية إلى الحب الرومانسي، أو «الشخصية أو الجودة التي تصنع شيئًا ما يجذب الخيال بقوة، ويميزه عن الدنيوية؛ جو، شعور، أو إحساس بالدهشة، والغموض، والبعد عن الحياة اليومية؛ تعبق أو تقترح أو ترتبط بالمغامرة والبطولة والفروسية، وما إلى ذلك؛ فيها سحر أو بريق، يرتبط المعنى الأخير بالحركة الرومانسية، وكذلك بالتقاليد الرومانسية في العصور الوسطى». أثرت الرواية القوطية والرومانسية، في تطور الرومانسية الأدبية الحديثة. تجمع روايات هيو والبول القوطية بين عناصر من الرومانسية في العصور الوسطى، والتي اعتبرها خيالية للغاية، والرواية الحديثة، التي اعتبرها محصورة للغاية في الواقعية الصارمة. أثرت الحركة الرومانسية على الرومانسية من خلال تركيزها على العاطفة والفردية بالإضافة إلى تمجيد كل الماضي والطبيعة، وتفضيل القرون الوسطى على الكلاسيكية؛ كان لتركيزها على التطرف في العاطفة ورد فعلها ضد القيود المتصورة للعقلانية التي يفرضها التنوير، والقيم الجمالية الكلاسيكية المرتبطة بها، تأثير مهم أيضًا.
بالإضافة إلى والبول وسكوت وكُتّاب الرومانسية الآخرين «كما حددهم سكوت» هم إي تي إيه هوفمان وفيكتور هوجو وناثانيال هوثورن وروبرت لويس ستيفنسون وتوماس هاردي. في القرن العشرين، من الأمثلة على ذلك جوزيف كونراد، وجون كوبر بوويز، ومؤخرًا جي آر آر تولكين وآي إس بيات، الذي فازت روايته الأكثر مبيعًا Possession: A Romance بجائزة Booker في عام 1990.
على الرغم من أن الرومانسية الأدبية الحديثة قد بدأت في القرن الثامن عشر، فإن هذا النوع له تاريخ طويل يشمل الرواية اليونانية القديمة ورومانسية العصور الوسطى.

## التعريف
وصف الروائي الأمريكي ناثانيال هوثورن الرومانسية بأنها تختلف اختلافًا جذريًا عن الرواية من خلال عدم الاهتمام بالمسار المحتمل أو الممكن للتجربة العادية.
فيما يلي التعريفان الرئيسيان المتعلقان بالأدب الموجود في قاموس أكسفورد الإنجليزي:
- رواية خيالية، عادة في النثر، تكون فيها الإعدادات أو الأحداث المصورة بعيدة عن الحياة اليومية، أو تكون فيها الأحداث أو المغامرات المثيرة أو الحماسية الموضوع المركزي؛ الكتاب أو ما شابه، الذي يحتوي على مثل هذا السرد. يُعد الآن قديمًا وتاريخيًا بشكل رئيسي.

- قصة حب رومانسية خاصة. شخص يتعامل مع الحب بطريقة عاطفية أو مثالية؛ كتاب أو فيلم أو غير ذلك به قصة من هذا النوع. أيضًا كاسم جماعي: أدب من هذا النوع.

وبعبارة أخرى:
مع ظهور الواقعية في الرواية، بدأت الرومانسية تعد نوعًا أدبيًا أقل جدية وأكثر تفاهة، لذلك في القرن العشرين غالبًا ما يستخدم مصطلح «الرواية الرومانسية» باستخفاف، للإيحاء بالتناقض مع الرواية الواقعية... جاء المصطلح تدريجياً ليعني أي خيال بعيد عن ظروف واهتمامات الحياة اليومية. بهذا المعنى، فإن الرومانسية مصطلح واسع يمكن أن يشمل أو يتداخل مع أنواع مثل الرواية التاريخية أو الخيال.
ومع ذلك، في الثقافة الشعبية، أصبحت الرومانسية تعني على وجه التحديد قصة حب، والتي تتبع فيها النهاية السعيدة سلسلة من التقلبات.
كما لوحظ أعلاه، توجد علاقة بين الرومانسية و«الخيال»، وهو أمر ينشأ بشكل خاص بسبب العلاقة بين هذا النوع من الروايات والروايات الرومانسية في العصور الوسطى.
العالم الخيالي الأكثر شيوعًا هو عالم يعتمد على أوروبا في العصور الوسطى، وقد استخدمه منذ ذلك الحين ويليام موريس في أعماله الخيالية المبكرة، مثل (The Well at the World's End).
وخاصة منذ نشر جي آر آر تولكين سيد الخواتم. غالبًا ما يُطلق على هذا العالم اسم «القرون الوسطى الزائفة» - لا سيما عندما يكون الكاتب قد انتزع عناصر عشوائية من تلك الحقبة، التي غطت ألف عام وقارة، وألقاها معًا دون مراعاة لتوافقها، أو حتى قدم أفكارًا لا تستند إلى حقبة القرون الوسطى بقدر ما تستند إلى آراء رومانسية. عندما لا يتم نسخ هذه العوالم من التاريخ بقدر ما يتم نسخها من الأعمال الخيالية الأخرى، يكون هناك ميل كبير إلى التوحيد والافتقار إلى الواقعية. نادرًا ما يُعتمد على العرض الكامل لعصر القرون الوسطى. تميل الحكومات على سبيل المثال، إلى أن تكون على أساس إقطاعي أو إمبراطوريات شريرة أو بحكم الأقلية، وعادة ما تكون فاسدة، بينما كان هناك تنوع أكبر بكثير في الحكم في العصور الوسطى الفعلية. تميل عوالم الخيال أيضًا إلى أن تكون اقتصادية من العصور الوسطى، ورعوية بشكل غير متناسب.

## الرومانسية في العصور الوسطى
كنوع أدبي للثقافة العالية، «الرومانسية البطولية» أو «الرومانسية الفروسية» هي نوع من السرد النثري والشعري الذي كان شائعًا في المحاكم النبيلة في العصور الوسطى وأوائل أوروبا الحديثة. كانت قصصًا رائعة عن مغامرات مليئة بالأعجوبة، وغالبًا ما كانت لفارس شرس خاطئ يصور على أنه يتمتع بصفات بطولية، ويذهب في مهمة. تستحضر كلمة العصور الوسطى أيضًا فتيات محزنات وتنانين واستعارات رومانسية أخرى. تطورت أكثر من الملاحم مع مرور الوقت؛ على وجه الخصوص، إذ ميزها «التركيز على الحب والأخلاق الدينية عن تشانسون دي جيستي وأنواع أخرى من الملحمة، حيث تسود البطولة العسكرية الذكورية».